# Utsira
Utsira est une municipalité du comté de Rogaland en Norvège. La kommune a été séparé de Torvastad en 1924.

## Description
Utsira fait partie du district traditionnel du Haugaland. Elle se compose de l'île principale d'Utsira ainsi que de plusieurs petites îles périphériques inhabitées. Utsira est située dans la mer du Nord, à environ 18 kilomètres à l'ouest de la ville de Haugesund. Tous les résidents vivent sur l'île principale d'Utsira, où se trouvent le centre administratif et Utsira Church (en).

## Climat
| Mois                                  | jan.       | fév.       | mars      | avril     | mai       | juin      | jui.      | août      | sep.      | oct.      | nov.      | déc.       | année      |
| ------------------------------------- | ---------- | ---------- | --------- | --------- | --------- | --------- | --------- | --------- | --------- | --------- | --------- | ---------- | ---------- |
| Température minimale moyenne (°C)     | 2,1        | 1,4        | 2         | 4,2       | 7,1       | 10,1      | 12,6      | 13,5      | 11,5      | 8,2       | 5,2       | 3,1        | 6,75       |
| Température moyenne (°C)              | 3,5        | 2,8        | 3,6       | 6,1       | 9,3       | 12,1      | 14,6      | 15,3      | 13,1      | 9,6       | 6,6       | 4,5        | 8,42       |
| Température maximale moyenne (°C)     | 4,9        | 4,1        | 5,1       | 8         | 11,4      | 14,1      | 16,5      | 17        | 14,7      | 10,9      | 7,9       | 5,8        | 10,03      |
| Record de froid (°C) date du record   | −13,1 1987 | −10,4 2001 | −8,9 2018 | −4 1966   | 0,1 1968  | 3,5 1975  | 6,8 1995  | 7,1 1978  | 0,8 1944  | 0 1997    | −6,2 2010 | −12,6 1978 | −13,1 1987 |
| Record de chaleur (°C) date du record | 11,7 1949  | 10 1998    | 14,8 1948 | 21,2 2000 | 25,5 2018 | 28,5 1947 | 29,3 2003 | 27,5 1975 | 23,3 2002 | 18,1 2018 | 14,3 2011 | 10,6 2006  | 29,3 2003  |
| Précipitations (mm)                   | 130,4      | 100,3      | 97,2      | 64,4      | 50        | 61        | 80,7      | 108,9     | 117,7     | 147,8     | 139,7     | 119        | 1 214,9    |
| Nombre de jours avec précipitations   | 23,4       | 21,26      | 21,76     | 17,46     | 14,15     | 15,37     | 17,5      | 19,08     | 19,48     | 22,35     | 22,46     | 22,04      | 228,4      |

| Diagramme climatique                                  |             |          |          |           |            |              |             |               |              |             |           |
| J                                                     | F           | M        | A        | M         | J          | J            | A           | S             | O            | N           | D         |
| 4,92,1130,4                                           | 4,11,4100,3 | 5,1297,2 | 84,264,4 | 11,47,150 | 14,110,161 | 16,512,680,7 | 1713,5108,9 | 14,711,5117,7 | 10,98,2147,8 | 7,95,2139,7 | 5,83,1119 |
| Moyennes : • Temp. maxi et mini °C • Précipitation mm |             |          |          |           |            |              |             |               |              |             |           |